# 이상존재
이상존재는 한국에서 제작된 차진우 감독의 2021년 공포 영화이다. 유세윤 등이 주연으로 출연하였다.

## 출연

### 주연
- 유세윤
- 임우일

## 제작진
- 구성: 윤기영
- 구성: 조경선
- 책임프로듀서: 조현아
- 총괄프로듀서: 김호상
- 공동투자: 김학중
- 조감독: 이규환
- 음향: 이남재
- 음향: 이태영
- 믹싱: 노태완
- 시각효과: 조일섭
- 디지털색보정: 이서도
- 인터뷰 카메라: 양성민
- 데이터관리: 한준희
- 데이터관리: 김진수
- 데이터관리: 서영성
- 데이터관리: 송태윤
- 데이터관리: 박다예
- 데이터관리: 류연주
- 문자그래픽디자인: 김진주
- 국내배급총괄: 김학중
- 국내배급진행: 이진
- 국내배급진행: 윤미정
- 예고편: 이동근
- 예고편: 이창준
- 예고편: 김정은
- 예고편: 김서현
- 포스터 디자인: 민경호
- 마케팅홍보: 오승현
- 마케팅홍보: 신가영
- 마케팅홍보: 김유리
- 온라인 마케팅: 우지은
- 온라인 디자인: 최정빈